# 10000米赛跑
10000公尺賽跑，是一種常見的徑賽長跑項目，它是奧運會和世界田徑錦標賽的徑賽項目之一，也常見於錦標賽級別的賽事，但由於其時間長度，較少出現於田徑運動會。為了與路跑中十公里路跑相區別，其長度單位一般用公尺而不是公里。雖然五公里跟十公里路跑賽差很多，但兩種比賽的訓練方式卻很相似。五公里和十公里的能量系統主要都還在有氧區間，五公里賽的強度約在最大攝氧量的95%到98%，十公里賽則落在90%到94%。可以肯定的是，長時間維持如此高的比賽強度，心志的力量對於這類比賽就相當重要。以往的跑者在參加五公里或十公里的比賽前，都已經歷過許多短距離的比賽，因此他們在決定跑長距離的路跑賽之前大都已經訓練一段時間了。但最近幾年開始有些改變，許多人的第一場正式比賽會直接報名五公里、十公里或甚至馬拉松。當你正在為某場比賽訓練時，初期應該先進行幾週相對輕鬆的低強度訓練，之後才接受專項的特殊訓練。尤其對入門跑者來說，初期的基礎訓練可以結合快走和慢跑。
自1912年开始成为奥运会正式比赛项目。